# Cordillera de Ajún
La cordillera de Ajún (del ruso: Аху́н) es una cordillera situada entre la costa del mar Negro y la cordillera principal del Cáucaso, en el territorio del distrito de Josta de la unidad municipal de la ciudad-balneario de Sochi del krai de Krasnodar del sur de Rusia. Antiguamente, era considerada una montaña sagrada por los ubijios.
La cadena de elevaciones tiene la línea de cumbres en dirección NO-SE. Comienza por el oeste en el curso del río Matsesta, es atravesada por el curso del río Agura, que ha originado el cañón del Agura y las cascadas del Agura, y finaliza en el curso del río Josta, que forma aquí la garganta de Navalíshchina. Su punto más alto es el pico Bolshói Ajún (663 m), seguido del Mali Ajún (504 m) y la Orlinij skal (389 m). Su nombre deriva del nombre del dios ubijo Ajún. En la cima del Bolshói Ajún se construyó entre 1935 y 1936 una torre de observación de piedra caliza blanca de estilo románico según el diseño del arquitecto S. I. Vorobiev. Tiene 30.5 m de altura y desde ella se obtiene un espléndido panorama de la costa desde Lázarevskoye a Pitsunda y de la cordillera del Cáucaso. Desde Mali Ajún la alcanza una pista de 11 km de longitud.
En la cordillera hay más de 20 cuevas y en sus bosques crecen más de 200 especies de plantas, 34 de las cuales se hallan en el Libro rojo de Rusia. Asimismo se conservan los restos de una iglesia cristiana medieval en el pico Mali Ajún.